# 瑞浪市化石博物館
瑞浪市化石博物館（みずなみしかせきはくぶつかん）とは、岐阜県瑞浪市にある化石の収蔵・展示・研究を行う博物館である。瑞浪市が運営する。
瑞浪市周辺は瑞浪層群と呼ばれる地層の上にあり、新生代新第三紀中新世（2,000万年 - 1,500万年前）の化石が多く発掘される。
博物館法上の博物館（登録博物館）である。

## 概要
1974年（昭和49年）5月に開館。初年度の入館者数は102,800余人で、以来2007年（平成19年）7月21日時点までの累計入館者数は200万人。
建物は鉄筋コンクリート（RC）造平屋で、建物面積956m2。
中新世を中心とした化石、約20万点（そのうち約15万点は、瑞浪市、土岐市で発掘されたもの）を所蔵する。化石は貝類、魚類、植物類の他、クジラ、デスモスチルス（ゾウ、ジュゴンの仲間とされる絶滅した大型哺乳類）など、1,000点に及ぶ。
2018年には、瑞浪北中学校の工事現場から発見されたクジラやエゾイガイのコーナーが新設された。狭い地域から2頭分のまとまったクジラの化石が発見されたのは、珍しい出来事だった。
隣接してある、化石の洞窟は、太平洋戦争中、飛行機工場の疎開用に掘られた地下壕であり、壁面、天井には無数の貝類の化石が観察できる。なお、この地下壕は、「強制連行」された多くの中国人、朝鮮人により掘られたという。
近くの土岐川の河原には野外学習地が設けられており、当館で許可を得て化石採掘体験ができる。瑞浪市一帯は「瑞浪化石」として岐阜県の天然記念物に指定されており、化石の採掘は原則禁止されている。
周辺は瑞浪市民公園として整備されている。公園内は「瑞浪市地球回廊」（2021年3月閉館）、「瑞浪市市之瀬廣太記念美術館」、「瑞浪市陶磁資料館」などがある。
博物館のキャラクターとして2010年（平成22年）に瑞浪Mioがデビューした。なお、昔からいるマスコットのデスモくんも瑞浪Mioに合わせて描きなおされ、現在では瑞浪市公認の萌キャラとして話題になっている。

## 利用案内
- 開館時間：9時から17時まで
- 休館日：毎週月曜日など
- 入館料：個人200円、高校生以下無料　
  - 「瑞浪市化石博物館」、「瑞浪市市之瀬廣太記念美術館」、「瑞浪市陶磁資料館」の3館共通券は大人500円。

## アクセス
- JR中央本線 瑞浪駅より徒歩で約20分。
- 東鉄バス：瑞浪＝土岐線「戸狩」バス停下車、徒歩で約12分。
- 瑞浪市コミュニティバス：日吉線「市民公園前」バス停下車、徒歩ですぐ。
- 中央自動車道 瑞浪ICより自動車で約5分。